# Liste des évêques français
Liste des évêques français
- 2017
- 2018
- 2019
- 2020
- 2021
- 2022
- 2023
- 2024
- 2025

Cette liste des évêques français regroupe les noms des évêques catholiques vivants des diocèses de France qu'ils soient en activité ou retirés, de nationalité française ou non, ainsi que les évêques de nationalité française exerçant ou ayant exercé hors du territoire national français. Les noms des cardinaux français, y compris éventuellement ceux qui ne sont pas évêques, figurent en gras dans la liste. La mention émérite signale que le pape a accepté officiellement la démission d'un évêque, généralement après qu'il a dépassé la limite d'âge de soixante-quinze ans imposée par le droit canonique, parfois pour d'autres raisons telles que des raisons de santé. Il n'est alors plus en exercice et sa position d'évêque de ce diocèse devient honoraire. À l’exception de six évêques d'outre-mer (Taiohae, Îles Wallis-et-Futuna, Nouméa, Papeete, Saint-Denis de La Réunion et Mayotte), les cent-un autres évêques en France sont membres de la conférence épiscopale de France (l'archidiocèse de Paris et l'Ordinariat de France des catholiques orientaux siégeant tous deux à Notre-Dame de Paris).

## France métropolitaine
- Agen : Alexandre de Bucy ; Hubert Herbreteau, évêque émérite
- Aire et Dax : Nicolas Souchu ; Hervé Gaschignard, évêque émérite
- Aix-en-Provence et Arles : Christian Delarbre, archevêque ; Christophe Dufour, archevêque émérite
- Ajaccio : cardinal François-Xavier Bustillo
- Albi, Castres et Lavaur : Jean-Louis Balsa, archevêque ; Jean Legrez, archevêque émérite
- Amiens : Gérard Le Stang
- Angers : Emmanuel Delmas
- Angoulême : Hervé Gosselin ; Claude Dagens, évêque émérite
- Annecy : Yves Le Saux ; Yves Boivineau, évêque émérite
- Arras, Boulogne sur Mer et Saint Omer : Olivier Leborgne ; Jean-Paul Jaeger, évêque émérite
- Auch, Condom, Lectoure et Lombez : Bertrand Lacombe, archevêque ; Maurice Gardès, archevêque émérite
- Autun, Chalon et Mâcon : Benoît Rivière
- Avignon : François Fonlupt, archevêque ; Jean-Pierre Cattenoz, archevêque émérite
- Bayeux et Lisieux : Jacques Habert ; Jean-Claude Boulanger, évêque émérite
- Bayonne, Lescar et Oloron : Marc Aillet ; Pierre Molères, évêque émérite
- Beauvais, Noyon et Senlis : Jacques Benoit-Gonnin
- Belfort-Montbéliard : Denis Jachiet ; Claude Schockert, évêque émérite
- Belley-Ars : Pascal Roland ; Guy Bagnard, évêque émérite
- Besançon : Jean-Luc Bouilleret, archevêque métropolitain
- Blois : Francis Bestion ; Maurice de Germiny, évêque émérite
- Bordeaux et Bazas : Jean-Paul James, archevêque métropolitain ; Jean-Marie Le Vert, évêque auxiliaire ; cardinal Jean-Pierre Ricard, archevêque émérite
- Bourges : vacant ; Armand Maillard, archevêque émérite ; Hubert Barbier, archevêque émérite
- Cahors : Laurent Camiade
- Cambrai : Vincent Dollmann, archevêque
- Carcassonne et Narbonne : Bruno Valentin ; Alain Planet, évêque émérite ; Jacques Despierre, évêque émérite
- Châlons-en-Champagne : Franck Javary ; Gilbert Louis, évêque émérite
- Chambéry, Maurienne et Tarentaise : Thibault Verny, archevêque
- Chartres : Philippe Christory
- Clermont : François Kalist, archevêque métropolitain
- Coutances et Avranches : Grégoire Cador
- Créteil : Dominique Blanchet ; Michel Santier, évêque émérite
- Digne-les-Bains, Riez et Sisteron : Emmanuel Gobilliard ; François-Xavier Loizeau, évêque émérite
- Dijon : Antoine Hérouard, archevêque métropolitain ; Roland Minnerath, archevêque émérite
- Évreux : Olivier de Cagny ; Christian Nourrichard, évêque émérite
- Évry-Corbeil-Essonnes : Michel Pansard ; Michel Dubost, évêque émérite
- Fréjus-Toulon : François Touvet ; Dominique Rey, évêque émérite
- Gap et Embrun : Xavier Malle ; Jean-Michel Di Falco, évêque émérite
- Grenoble-Vienne : Jean-Marc Eychenne
- Langres : Joseph de Metz-Noblat ; Philippe Gueneley, évêque émérite
- La Rochelle et Saintes : François Jacolin, administrateur apostolique ; Georges Colomb ; Pierre-Antoine Bozo, évêque coadjuteur ; Bernard Housset, évêque émérite
- Laval : Matthieu Dupont
- Le Havre : Jean-Luc Brunin
- Le Mans : Jean-Pierre Vuillemin
- Le Puy-en-Velay : Yves Baumgarten
- Lille : Laurent Le Boulc'h, archevêque métropolitain ; Gérard Defois, archevêque-évêque émérite ; Gérard Coliche, évêque auxiliaire émérite
- Limoges : vacant
- Luçon : François Jacolin ; Alain Castet, évêque émérite
- Lyon : Olivier de Germay, archevêque métropolitain ; Thierry Brac de La Perrière, évêque auxiliaire ; Loïc Lagadec, évêque auxiliaire ; Patrick Le Gal, évêque auxiliaire ; cardinal Philippe Barbarin, archevêque émérite
- Marseille : cardinal Jean-Marc Aveline, archevêque métropolitain ; Georges Pontier, archevêque émérite
- Meaux : Jean-Yves Nahmias ; Guillaume Leschallier de Lisle, évêque auxiliaire
- Mende : Jean Pelletier
- Metz : Philippe Ballot, archevêque-évêque ; Jean-Christophe Lagleize, évêque émérite
- Montauban : Alain Guellec ; Bernard Ginoux, évêque émérite ; Jacques de Saint-Blanquat, évêque émérite
- Montpellier, Lodève, Béziers, Agde et Saint-Pons-de-Thomières : Norbert Turini, archevêque métropolitain ; Pierre-Marie Carré, archevêque émérite ; Guy Thomazeau, archevêque émérite
- Moulins : Marc Beaumont
- Nancy-Toul : Pierre-Yves Michel ; Jean-Louis Papin, évêque émérite
- Nanterre : Matthieu Rougé ; Gérard Daucourt, évêque émérite
- Nantes : Laurent Percerou ; Georges Soubrier, évêque émérite
- Nevers : Grégoire Drouot
- Nice : Jean-Philippe Nault ; André Marceau, évêque émérite ; Louis Sankalé, évêque émérite ; Jean Bonfils, évêque émérite
- Nîmes, Uzès et Alès : Nicolas Brouwet ; Robert Wattebled, évêque émérite
- Orléans : Jacques Blaquart
- Pamiers, Couserans et Mirepoix : Benoît Gschwind
- Paris : Laurent Ulrich, archevêque métropolitain ; Philippe Marsset, évêque auxiliaire ; Emmanuel Tois, évêque auxiliaire ; Michel Aupetit, archevêque émérite
- Périgueux et Sarlat : Philippe Mousset ; Michel Mouïsse, évêque émérite
- Perpignan-Elne : Thierry Scherrer
- Poitiers : Jérôme Beau, archevêque métropolitain ; Albert Rouet, archevêque émérite
- Pontoise : Benoît Bertrand ; Stanislas Lalanne, évêque émérite
- Quimper, Cornouailles et Léon : Laurent Dognin
- Reims : Eric de Moulins-Beaufort, archevêque métropolitain ; Étienne Vető, évêque auxiliaire ; Thierry Jordan, archevêque émérite ; Joseph Boishu, évêque auxiliaire émérite
- Rennes, Dol et Saint-Malo : Pierre d'Ornellas, archevêque métropolitain ; Jean Bondu, évêque auxiliaire
- Rodez et Vabres : Luc Meyer
- Rouen : Dominique Lebrun, archevêque métropolitain ; Jean-Charles Descubes, archevêque émérite
- Saint-Brieuc et Tréguier : Denis Moutel ; Lucien Fruchaud, évêque émérite
- Saint-Claude : Jean-Luc Garin
- Saint-Denis : Étienne Guillet
- Saint-Dié : François Gourdon ; Jean-Paul Mathieu, évêque émérite ; Paul-Marie Guillaume, évêque émérite
- Saint-Étienne : Sylvain Bataille
- Saint-Flour : Didier Noblot ; Bruno Grua, évêque émérite
- Séez : Bruno Feillet
- Sens-Auxerre : Pascal Wintzer, archevêque ; Yves Patenôtre, archevêque émérite
- Soissons, Laon et Saint-Quentin : Renauld de Dinechin
- Strasbourg : Pascal Delannoy, archevêque ; Christian Kratz, évêque auxiliaire ; Luc Ravel, archevêque émérite ; Jean-Pierre Grallet, archevêque émérite ; Joseph Doré, archevêque émérite ; Gilles Reithinger, évêque auxiliaire émérite
- Tarbes et Lourdes : Jean-Marc Micas ; Jacques Perrier, évêque émérite
- Toulouse, Comminges et Rieux : Guy de Kerimel, archevêque métropolitain ; Jean-Pierre Batut, évêque auxiliaire ; Robert Le Gall, archevêque émérite ; Émile Marcus, archevêque émérite
- Tours : Vincent Jordy, archevêque métropolitain ; Bernard-Nicolas Aubertin, archevêque émérite
- Troyes : Alexandre Joly ; Marc Stenger, évêque émérite
- Tulle : Éric Bidot ; Bernard Charrier, évêque émérite
- Valence, Die et Saint-Paul-Trois-Châteaux : François Durand
- Vannes : Raymond Centène
- Verdun : Jean-Paul Gusching ; François Maupu, évêque émérite
- Versailles : Luc Crepy ; Éric Aumonier, évêque émérite
- Viviers : Hervé Giraud, archevêque-évêque ; François Blondel, évêque émérite

- Armées françaises : Antoine de Romanet
- Mission de France : Dominique Blanchet, prélat ; Hervé Giraud, prélat émérite ; Yves Patenôtre, prélat émérite

## France d'outre-mer
- Basse-Terre et Pointe-à-Pitre : Philippe Guiougou ; Jean-Yves Riocreux, évêque émérite
- Cayenne : Alain Ransay ; Emmanuel Lafont, évêque émérite
- Mayotte : Charles Mahuza Yava, S.D.S., vicaire apostolique
- Saint-Denis de La Réunion : Pascal Chane-Teng ; Gilbert Aubry, évêque émérite
- Saint-Pierre et Fort-de-France : David Macaire, archevêque métropolitain ; Michel Méranville, archevêque émérite
- Nouméa : Susitino Sionepoe, archevêque métropolitain ; Michel-Marie Calvet, archevêque émérite
- Papeete : Jean-Pierre Cottanceau, archevêque métropolitain
- Taiohae : Pascal Chang-Soi ; Guy Chevalier, évêque émérite
- Wallis-et-Futuna : vacant ; Ghislain de Rasilly, évêque émérite

## Églises orientales en France
- Éparchie Notre-Dame-du-Liban de Paris des Maronites : vacant ; Peter Karam, administrateur apostolique ; Nasser Gemayel, évêque émérite
- Éparchie Saint-Vladimir-le-Grand de Paris des Ukrainiens : vacant ; Hlib Lonchyna, administrateur apostolique
- Éparchie Sainte-Croix-de-Paris des Arméniens : Élie Yéghiayan ; Jean Teyrouz, évêque émérite
- Ordinariat de France des catholiques orientaux : Laurent Ulrich

## Au service du Saint-Siège
Plusieurs évêques français exercent des fonctions dans les services diplomatiques du Saint-Siège ou dans les différents organismes de la Curie romaine.
- Tribunal suprême de la signature apostolique : cardinal Dominique Mamberti, préfet
- Archives secrètes du Vatican et Bibliothèque apostolique vaticane : Jean-Louis Bruguès, archiviste et bibliothécaire émérite
- Congrégation pour le clergé : Joël Mercier, secrétaire émérite
- Conseil pontifical pour la culture : cardinal Paul Poupard, président émérite
- Dicastère pour la Doctrine de la foi : Philippe Curbelié, sous-secrétaire

- Service diplomatique : André Dupuy, nonce apostolique émérite ; Jean-Paul Gobel, nonce apostolique émérite
- Nonciature apostolique en Égypte, nonciature apostolique en  Oman (en) et délégué apostolique auprès de la  Ligue arabe : Nicolas Thévenin, nonce apostolique
- Nonciature apostolique aux États-Unis : cardinal Christophe Pierre, nonce apostolique
- Nonciature apostolique aux Pays-Bas (en) : Jean-Marie Speich, nonce apostolique
- Ordre souverain de Malte : Jean Laffitte, prélat émérite

## Au service de diocèses étrangers

### Afrique
- Algérie - Alger : cardinal Jean-Paul Vesco, OP, archevêque métropolitain ; Paul Desfarges, SJ, archevêque émérite
- Algérie - Constantine-Hippone : Michel Guillaud, évêque
- Algérie - Laghouat-Ghardaïa : Claude Rault, M.Afr, évêque émérite
- Algérie - Oran : Alphonse Georger, évêque émérite
- République du Congo - Impfondo : Jean Gardin, CSSp, évêque émérite
- République du Congo - Ouesso : Yves Monot, CSSp, évêque émérite
- Gabon - Makokou : Joseph Koerber, CSSp, vicaire apostolique émérite
- Gabon - Mouila (en) : Dominique Bonnet, CSSp, évêque émérite
- Maroc - Rabat : Vincent Landel, SCJ Béth, archevêque émérite
- Niger - Niamey : Michel Cartatéguy, SMA, archevêque émérite
- Tchad - Mongo : Henri Coudray, SJ, vicaire apostolique émérite
- Tchad - N'Djaména : Charles Vandame, SJ, archevêque émérite
- Tunisie - Tunis : Nicolas Lhernould, archevêque

### Amérique du Sud
- Brésil - Santissima Conceição do Araguaia : Dominique You, évêque
- Brésil - Viana (en) : Xavier de Maupeou, évêque émérite

### Asie - Océanie
- Bahreïn - Arabie septentrionale : Aldo Berardi, O.SS.T., vicaire apostolique
- Cambodge - Phnom-Penh : Olivier Schmitthaeusler, MEP, vicaire apostolique
- Proche-Orient - Patriarcat latin de Jérusalem : Rafic Nahra, évêque auxiliaire

### Europe
- Estonie - Tallinn : Philippe Jourdan, évêque
- Monaco - Monaco : Dominique-Marie David, archevêque
- Turquie - Istanbul : Louis Pelâtre, AA, vicaire apostolique émérite

## Autres situations
- Pierre-Marie Gaschy et Lucien Fischer, vicaires apostoliques émérites des îles Saint-Pierre et Miquelon, vicariat apostolique supprimé en 2018.

## Évolution

### De 2006 à 2024
- En 2006
- En 2007
- En 2008
- En 2009
- En 2010
- En 2011
- En 2012
- En 2013
- En 2014
- En 2015
- En 2016
- En 2017
- En 2018
- En 2019
- En 2020
- En 2021
- En 2022
- En 2023
- En 2024

### En 2025
| Date            | Événement                                                    | Titre                                       |
| --------------- | ------------------------------------------------------------ | ------------------------------------------- |
| 7 janvier 2025  | Démission de Dominique Rey                                   | Évêque émérite de Fréjus-Toulon             |
| 7 janvier 2025  | Entrée en fonction de François Touvet                        | Évêque de Fréjus-Toulon                     |
| 9 janvier 2025  | Nomination de Franck Javary                                  | Évêque de Châlons-en-Champagne              |
| 14 janvier 2025 | Démission de Michel Calvet                                   | Archevêque émérite de Nouméa                |
| 14 janvier 2025 | Nomination de Susitino Sionepoe                              | Archevêque métropolitain de Nouméa          |
| 14 janvier 2025 | Nomination de Jérôme Beau                                    | Archevêque métropolitain de Poitiers        |
| 16 février 2025 | Ordination épiscopale et installation d'Étienne Guillet      | Évêque de Saint-Denis                       |
| 20 février 2025 | Nomination de François Gourdon                               | Évêque de Saint-Dié                         |
| 1er mars 2025   | Ordination épiscopale et installation de Franck Javary       | Évêque de Châlons-en-Champagne              |
| 2 mars 2025     | Installation de Jérôme Beau                                  | Archevêque métropolitain de Poitiers        |
| 22 mars 2025    | Ordination épiscopale de François Gourdon                    | Évêque de Saint-Dié                         |
| 25 mars 2025    | Installation de François Gourdon                             | Évêque de Saint-Dié                         |
| 10 avril 2025   | Mort de René Dupont, MEP                                     | Évêque émérite d'Andong                     |
| 12 avril 2025   | Installation de Susitino Sionepoe                            | Archevêque métropolitain de Nouméa          |
| 12 avril 2025   | Nomination de Jean-Marie Speich                              | Nonce apostolique aux Pays-Bas (en)         |
| 15 avril 2025   | Nomination d'Éric Bidot, OFM Cap.                            | Évêque de Tulle                             |
| 20 mai 2025     | Nomination de Jean Pelletier                                 | Évêque de Mende                             |
| 21 mai 2025     | Démission d'Hervé Giraud                                     | Prélat émérite de la Mission de France      |
| 21 mai 2025     | Nomination de Dominique Blanchet                             | Prélat de la Mission de France              |
| 15 juin 2025    | Ordination épiscopale et installation d'Éric Bidot, OFM Cap. | Évêque de Tulle                             |
| 11 juillet 2025 | Nomination de Michel Guillaud                                | Évêque de Constantine-Hippone (Algérie)     |
| 12 juillet 2025 | Installation de Dominique Blanchet                           | Prélat de la Mission de France              |
| 18 juillet 2025 | Mort du cardinal André Vingt-Trois                           | Archevêque émérite de Paris                 |
| 19 août 2025    | Nomination de Pierre-Antoine Bozo                            | Évêque coadjuteur de La Rochelle et Saintes |
| 19 août 2025    | Mort de André Fort                                           | Evêque émérite de Orléans                   |

### Événements à venir
| Date             | Événement                                                | Titre                                       |
| ---------------- | -------------------------------------------------------- | ------------------------------------------- |
| 7 septembre 2025 | Ordination épiscopale et installation de Jean Pelletier  | Évêque de Mende                             |
| 19 octobre 2025  | Installation de Pierre-Antoine Bozo                      | Évêque coadjuteur de La Rochelle et Saintes |
| Date inconnue    | Ordination épiscopale et installation de Michel Guillaud | Évêque de Constantine-Hippone (Algérie)     |